# Улица Сыромолотова

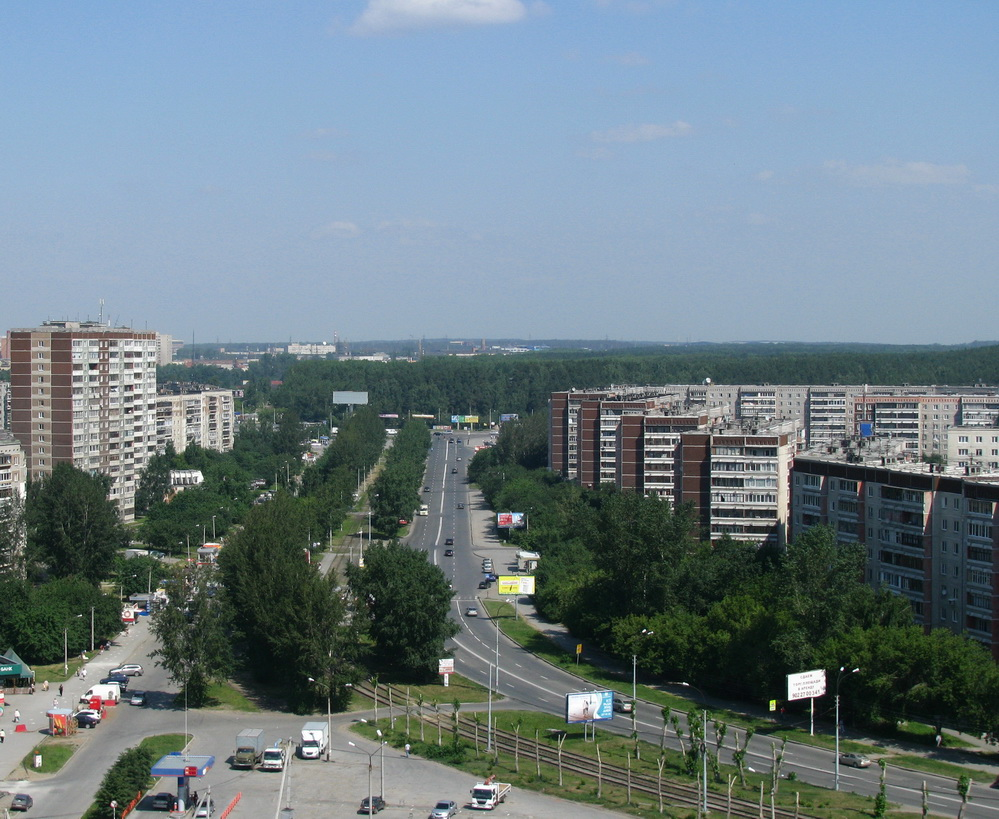
Вид на север в сторону парка «Каменные палатки»

Улица Сыромо́лотова — магистральная улица в жилом микрорайоне «ЖБИ» Кировского административного района Екатеринбурга. Своё название улица получила в честь Фёдора Фёдоровича Сыромолотова (1877—1949) — уральского революционера.

## Расположение и благоустройство
Улица проходит через весь жилой микрорайон ЖБИ (неформальное название «ЖБИ» микрорайон получил по названию расположенного в микрорайоне завода железобетонных изделий) . Начинается от Т-образного перекрёстка с улицей Высоцкого и, описав дугу, заканчивается у Т-образного перекрёстка с улицей 40-летия ВЛКСМ. Пересечений с другими улицами нет. Слева на улицу выходит Рассветная улица, справа к улице примыкает Сиреневый бульвар.
Протяжённость улицы составляет около 1500 метров. Ширина проезжей части — около 15 м (по две полосы в каждую сторону движения и трамвайные пути). На протяжении улицы имеется четыре светофора (на углу с улицей Высоцкого, Сиреневым бульваром и улицей 40-летия ВЛКСМ и на регулируемом пешеходном переходе напротив дома № 14) и один нерегулируемый пешеходный переход (напротив дома № 28а). Улица оборудована тротуарами и уличным освещением. Нумерация домов начинается от улицы Высоцкого.

## История
На месте улицы располагался Чистовский торфяник, в 1960-е возникли коллективные сады. Улицу начали застраивать в 1976 году (жилой дом № 25), в 1979 — дом 24, в 1982-86 домами 9-16 этажей застроена остальная часть улицы.. 15 октября 1983 пущена трамвайная линия.

## Примечательные здания и сооружения
По нечётной стороне
- № 7 — многосекционный жилой дом, до конца 2000-х годов носивший статус самого многоквартирного дома в Екатеринбурге (более 660 квартир).
- № 7б — детский сад № 416.
- № 9а — детский сад № 145.
- № 17а — детский сад № 583.
- № 19 — поликлиника № 3 центральной городской больницы № 7.

По чётной стороне:
- № 12а — детский сад № 389.
- № 14а — детский сад № 102.
- № 20а — детский сад № 41.

## Транспорт
Автомобильное движение на всей протяжённости улицы двухстороннее.

### Наземный общественный транспорт
По улице осуществляется трамвайное и автобусное движение, ходят маршрутные такси. Остановки общественного транспорта: «Каменные палатки», «Новгородцевой», «Супермаркет Кировский», «Сиреневый бульвар» и «40 лет ВЛКСМ».

### Ближайшие станции метро
Действующих станций метро поблизости нет. В отдалённой перспективе в 0,7 км к востоку от начала улицы планируется построить станцию 2-й линии Екатеринбургского метрополитена  «Каменные Палатки».